# Горни-Вадин
Горни-Вадин (болг. Горни Вадин) — село в Болгарии. Находится в Врачанской области, входит в общину Оряхово. Население составляет 311 человек. Расположено на правом берегу Дуная.

## Политическая ситуация
В местном кметстве Горни-Вадин, в состав которого входит Горни-Вадин, должность кмета (старосты) исполняет Елена Кирилова (Граждане за европейское развитие Болгарии (ГЕРБ)) по результатам выборов 2011 года, прежде, до 2011 года кметом был Красимир Митков Крыстев (от коалиции 2-х партий: Земледельческий народный союз (ЗНС), Национальное движение «Симеон Второй» (НДСВ)) по результатам выборов 2007 года.